# 米查利斯·西法基斯
米查利斯·西法基斯（希臘語：Μιχάλης Σηφάκης，羅馬化：Michalis Sifakis，1984年9月9日—）是希臘已退役足球運動員。在場上司職門將。他曾效力于比利時足球甲級聯賽球隊皇家沙勒罗瓦体育俱乐部。他也代表希臘國家足球隊參加賽事。